# Jakob Becker
Jakob Becker   (Dittelsheim-Heßloch, 15 de març de 1810 - Frankfurt del Main, 22 de desembre de 1872) va ser un artista alemany conegut principalment per les seves pintures de gènere de camperols.

## Biografia
Va néixer a Dittelsheim, Worms, i va començar els seus estudis amb Franz Nikolaus Jung a Worms. Quan tenia 17 anys va començar a treballar com a litògraf. La seva primera obra important va ser una panoràmica sobre el Rin des de Magúncia fins a Colònia. Entre 1833 i 1841 Becker va estudiar a l'Acadèmia d'Art de Düsseldorf; els seus professors van ser Johann Wilhelm Schirmer i Wilhelm von Schadow. El 1842 esdevingué professor de pintura de gènere i pintura de paisatge a la Städelschule de Frankfurt.

## Art

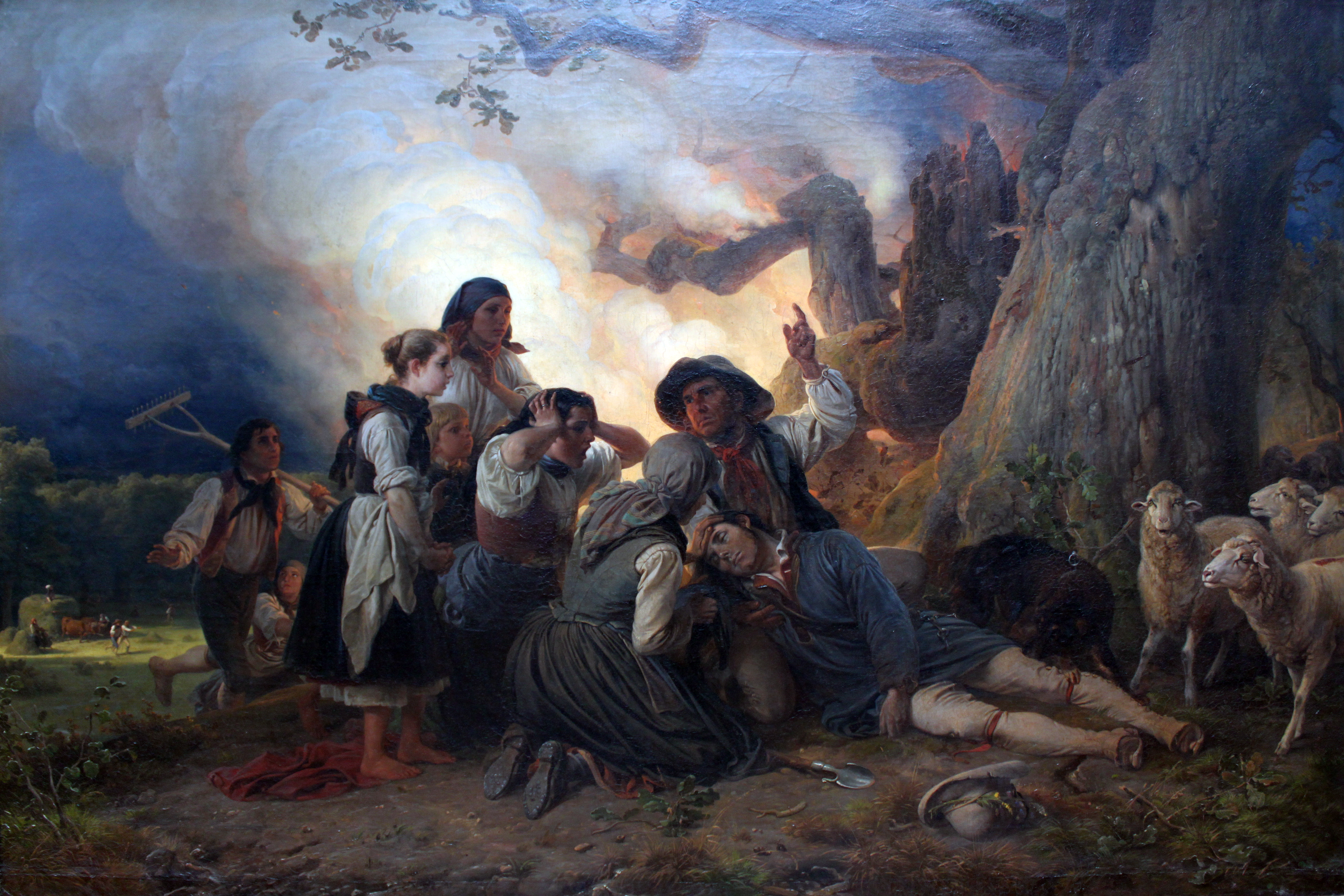
El pastor colpejat per un llamp (1844)

Becker està associat a l'escola de pintura de Düsseldorf. Va trencar amb l'actitud elevada de gran part de la pintura històrica bíblica a l'Städel creant les seves escenes profanes. Com a primer professor de paisatge i pintura de gènere, va buscar els seus temes al camp i es va interessar especialment pels problemes socials de la pagesia. Va utilitzar molts detalls realistes i gestos emocionals. Una de les seves obres més conegudes va ser Praying Peasant Family.
També va estar obert a les influències franceses. L'any 1858 es va oferir a compartir el seu estudi amb Gustave Courbet i, tot i haver de suportar una mica de rudesa de l'artista francès, Becker va acceptar algunes de les seves influències estilístiques.
Becker va ensenyar amb èxit a l'acadèmia durant trenta anys. Alguns dels seus alumnes havien de formar la Colònia de Pintors de Kronberg una generació més tard.
Becker va morir a Frankfurt del Main el 22 de desembre de 1872.